# Can Guitard de la Riera
Can Guitard de la Riera és una masia del municipi de Terrassa, protegida com a bé cultural d'interès local. Està situada al sud de la ciutat, entre la riera del Palau, a l'est, i la via del ferrocarril de la línia Barcelona-Vallès de FGC, a l'oest. A l'altra banda de la riera s'estén el polígon industrial de Can Guitard, que agafa el nom del mas, i la carretera BP-1503 Terrassa-Rubí, de la qual surt un trencall que, travessant la riera, arriba fins a la masia.

## Descripció
Antic mas de planta rectangular, que consta de planta baixa, pis i graner, amb coberta a dos vessants. La façana principal, a migdia, és perpendicular al carener i de composició gairebé simètrica. La planta baixa presenta un portal d'accés d'arc rebaixat i una finestra amb reixa. Al pis hi ha dos balcons de ferro forjat i dues finestres petites de factura recent. El graner presenta un seguit de petites finestres en arc rebaixat unides en dos grups de tres i dues per línies d'imposta. L'acabat de la façana es realitza mitjançant una cornisa simple i un petit campanar de ferro forjat al cim.
Al costat esquerre s'afegeix un cos de dues plantes amb portal i balcó cobert seguint el pendent general de l'edifici. Al costat dret s'afegeix un cos de dues plantes amb galeria superior, oberta a llevant, de set arcs carpanells units per línies d'imposta.
El conjunt de l'edifici i altres dependències formen un clos al voltant d'un pati al qual s'accedeix per un portal.